# Lambert Joost van Hambroick

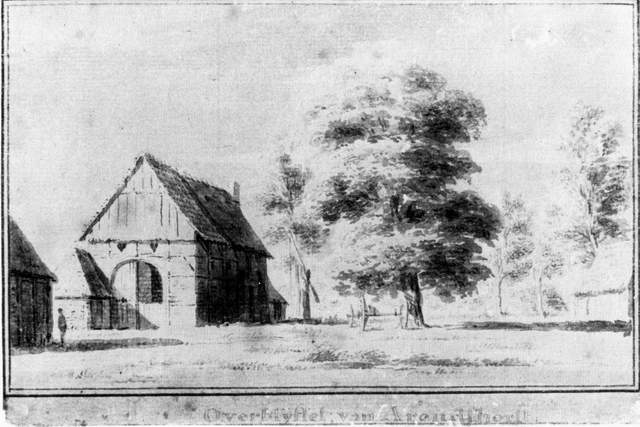
Overblijfselen van de Arendshorst (Pentekening van Cornelis Pronk)

Lambert Joost van Hambroick, heer van Wolfskuhlen, Bulinck, de Arendshorst, de Luttenberg en Weleveld (Bocholt, 25 april 1670 - Aalten, 13 februari 1748) was een generaal in Statendienst.

## Biografie
Van Hambroick was een lid van de familie Van Hambroick en een zoon van ritmeester Herman Goossen van Hambroick (1637-1688) en Maria Judith van Welvelde (1642-1714). In 1692 trad hij als officier bij de cavalerie in Statendienst waar hij zijn carrière beëindigde als generaal, hetgeen hij tot zijn overlijden in 1748 bleef. Hij was vanaf 1724 commandeur van 's-Hertogenbosch, in 1736 van Namen en van 1736 tot aan zijn overlijden van Stevensweert.
Vanaf 1699 had Van Hambroick zitting in de ridderschap van Overijssel en compareerde in 1704 op de landdag van Meurs.
In 1703 was Van Hambroick getrouwd met Mechteld Anna Bentinck, vrouwe van de Luttenberg (1683-1741), lid van de familie Bentinck; zij waren de ouders van Robert Henric van Hambroick (1708-1789) en de grootouders van jhr. Willem Hendrik van Hambroick (1744-1822).